# Östersunds FK
Östersunds FK (Östersunds Fotbollsklubb, förkortat ÖFK) är en fotbollsklubb i Östersund. Klubben bildades den 31 oktober 1996 genom ett samarbete mellan Jämtlands historiskt största föreningar IFK Östersund och Ope IF i syfte att kunna skapa ett lokalt herr-elitfotbollslag igen.
Ope IF, som inför säsongen 1997 var traktens högst placerade lag i seriesystemet, överlämnade sin plats i tredjedivisionen till denna nya klubbs A-lag. Där kom ÖFK att fastna i 14 år, och fick till följd av bland annat två serieomläggningar allt svårare att konkurrera, innan klubben degraderades till fjärdedivisionen 2011 och begick en omorganisation. Två år senare (20 år efter Ope IF:s senaste ettåriga visit i andradivisionen) debuterade ÖFK i Superettan, och 2017 titulerade sig ett allsvenskt ÖFK som Norrlands första mästare i Svenska cupen och blev den första svenska klubben som nått sextondelsfinal i Uefa Europa League (i föregångaren Uefacupen var Helsingborgs IF ensam svensk klubb om att nå slutspelsplats, 2007/08, efter att gruppspel hade införts 2004). I truppen 2017 hade endast en av de värvade spelarna spelat på allsvensk nivå innan kontraktering med klubben, medan resten scoutats från lägre divisioner i såväl Sverige som utomlands. I och med detta genombrott, med klubbens dåvarande ordförande Daniel Kindberg och tränare Graham Potter i spetsen, kom klubben också att från 2014 identifiera sig som "eljest" – genom att driva ett kulturprogram för laget (med bland annat musikal-uppträdanden på scen) utanför fotbollsplanen.
Åtskilliga hyllningar vände dock från april 2018 till skandalrubriker om ekonomiska oegentligheter, i och med en omfattande ekobrottsutredning mot Daniel Kindberg (som den 23 juni 2022 dömdes till fängelse i två år och ett halvt år, näringsförbud i tre år samt betala skadestånd på över fem miljoner kronor – något som Daniel Kindberg har överklagat), och ett missöde vid försäljningen av anfallsprofilen Saman Ghoddos sommaren 2018 ledde till att ÖFK dömdes till två fönsters transferförbud 2020–2021. En stor del av truppen var sjuk- eller skadefrånvarande under 2021 och klubben degraderades till Superettan, där laget vartannat år (2022 och 2024) klarat sig kvar i elitfotbollen via negativt kvalspel – parallellt med årliga konkurshot sedan 2019.
År 2020 startade klubbens akademi (från 2011) även en damjunior-/flicksektion.

## Historia

### Förhistoria–grundandet (–1996)
I flera decennier hade idrottsföreningarna IFK Östersund och Ope IF varit distriktets och Jämtlands dominanter i fotbollssammanhang, då de båda (IFK under 1950- och 1960-talet, respektive Ope under 1970-talets mitt och 1980-talets första halva – som då var en av landets rikaste föreningar och siktade mot Allsvenskan) hade haft tillfälliga sejourer i herrarnas andradivision i det svenska seriesystemet, men efter Opes besök i andradivisionen 1993 ansåg sig ingen av föreningarna ha ekonomi eller sportsliga förutsättningar att kunna höja sin status i takt med den ökande konkurrensen i landet. Därtill lockade sällan fler matcher än dessas derbyn en fyrsiffrig publik (i seriesammanhang hade IFK distriktets publikrekord på 5 355 personer, från andradivisionsmötet mot Marma IF den 5 oktober 1957).
År 1995 spelade Ope IF i Division 2 (dåtidens tredjedivision) och IFK Östersund ledde divisionen närmast nedanför (efter att ha degraderats till denna från föregående år), och vid en match i slutet av säsongen på Opes hemmaplan Torvallen fick en Länstidningen-reporter nys om att ett framtida samarbete mellan dessa rivaler diskuterades. Reportern hade dock uppfattat saken som att det högst placerade laget inför höstsäsongen 1996 skulle få förstärkningar av den andra föreningens, och den 12 oktober 1995 publicerades reporterns artikel. På grund av detta missförstånd kallade styrelsen i respektive föreningar samt Östersund/Torvalla FF (ÖTFF) till presskonferens och förklarade genom Östersunds-Posten att ett "elitlag" skulle skapas till 1997 under en helt ny klubbidentitet. För att tillåta en fortlevnad av både Ope och IFK Östersund parallellt med "Elitlaget" behövde dock ÖTFF offras/avvecklas. När ÖTFF hade gått med på detta grundades den nya fotbollsklubben, formellt den 31 oktober 1996, under det provisoriska namnet "Österzunds FBK" (där Z symboliserade länsbokstaven för Jämtland). Dess A-lag skulle få Opes plats i tredjedivisionen medan Ope tog över offrade ÖTFF:s plats i femtedivisionen, och IFK Östersund (som på nytt hade degraderats till fjärdedivisionen) fick fortsätta som vanligt.

### De första åren (1997–1999)
Till debutsäsongen 1997 var dåvarande svenska B-landslagstränaren Lars Lagerbäck (som har nära anknytning till Östersundstrakten) endast en underskrift från att bli "elitlagets" tränare men Lagerbäck blev kvar hos förbundet. Den första tränaren blev istället Leif Widegren. Lagets matchställ designades på inspiration av den italienska storklubben AC Milan med röd-svarta (senare randiga) dräkter. Klubbens emblem ansågs symbolisera det samarbete som skapade denna nya klubb, och falken med dess utsträckta vingar kunde stå för styrka och "friheten att våga prova något nytt".
I begynnelsen var målsättningen med den nya klubben, som till slut fick namnet Östersunds FK (ÖFK), att kunna etablera sig i Division 1 (dåtidens andradivision) då övre halvan av serien ansågs vara en realistisk möjlighet. ÖFK skulle få starta sin verksamhet med ett A-lag och preliminärt U19-lag utan skulder och ha fria händer att bygga dess lag med spelare från de delaktiga föreningarna (1997 anslöt sig även Frösö IF till samarbetet med två styrelsemedlemmar och år 2000 tillkom Fältjägarnas IF), samt tilldelas huvuddelen av sponsring och sedvanliga bidrag från Svenska Fotbollförbundet utöver de egna publikintäkterna. Klubben hade fått ihop 300 000 SEK till spelarförvärv av sponsringen, och representanter hade span på fyra spelare hos Chelseas och Tottenhams reservlag samtidigt som Lars Lagerbäck tipsade om att alternativ fanns i Lettland.

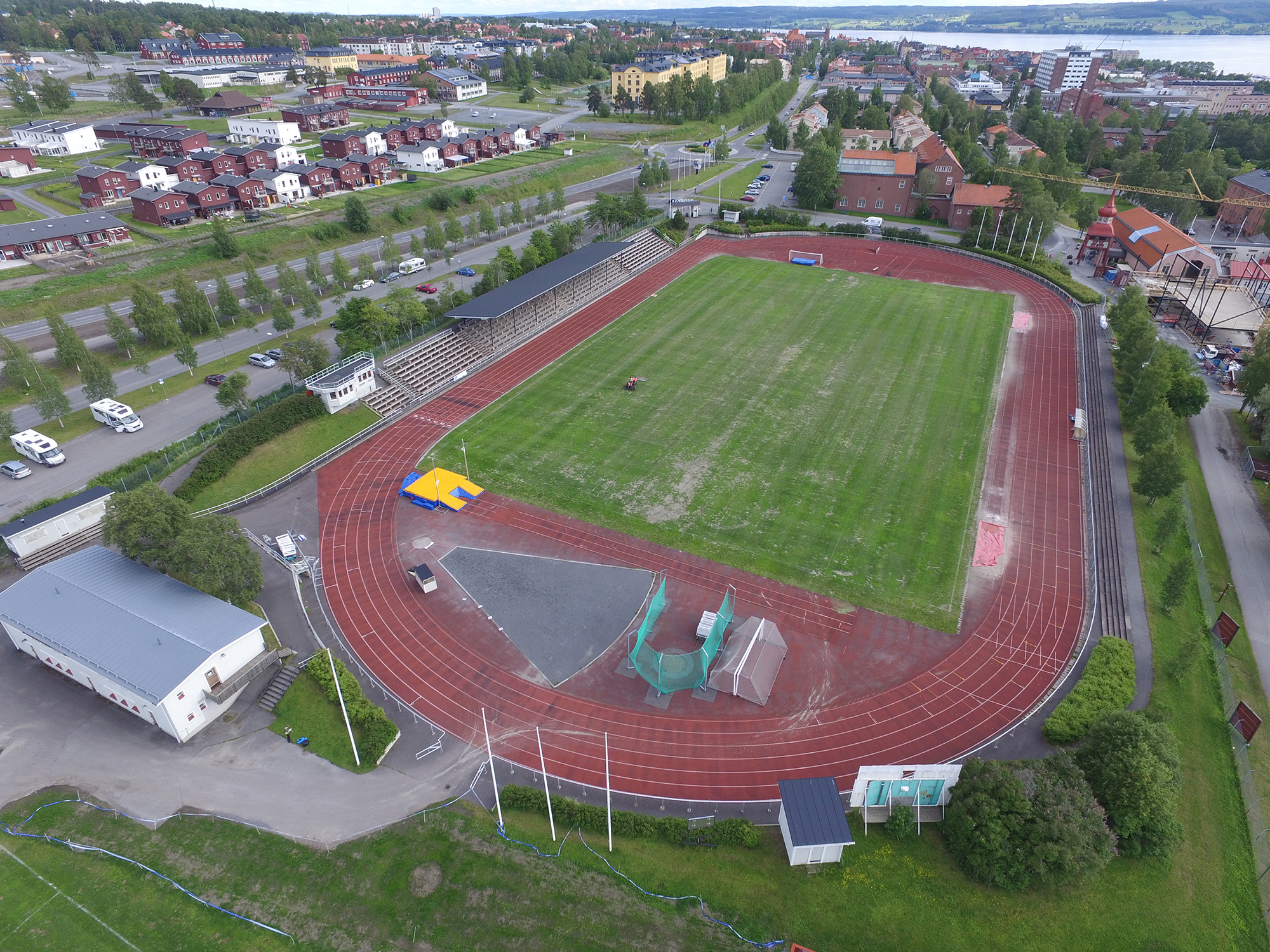
Östersunds FK spelade sina hemmamatcher på Hofvallen under klubbens första decennium (innan Jämtkraft Arena byggdes). Egentligen var/är det IFK Östersunds hemmaplan, och den nya klubben skulle få en stor utmaning i att vinna lokalbefolkningens sympati – eftersom stadens, dittills rätt begränsade, fotbollspublik hade supportat anrika IFK (eller den lokala rivalen Ope IF) sedan urminnes tider.

Under de inledande säsongerna fick ÖFK använda IFK Östersunds hemmaplan Hofvallen i norra delen av staden. Debutsäsongen 1997 slutade med blott en sjundeplacering (i en serie med tolv tävlande lag), men den första truppen – som grundade sig mer på förening än spetskompetens – var svårcoachad och i själva verket splittrad. Vidare kom dock klubben att nå kvalspel för uppflyttning både 1998 och 1999. I kvalet 1998 till Division 1 Norra slog ÖFK ut Tyresö FF innan Gefle IF blev för svårt. Säsongen därefter vann ÖFK serien, under ledning av Sören Åkeby, men behövde åter kvala för uppflyttning eftersom seriesystemet förnyades när premiärupplagan av Superettan väntade. I ett gruppspel mot Café Opera och Väsby åkte ÖFK på tre raka förluster innan den avslutande matchen mot Väsby ställdes in eftersom Café Opera redan vunnit gruppen och kvalificerat sig till Superettan. Detta innebar att ÖFK fick stanna kvar i tredjedivisionen. Trots all uppmärksamhet i samband med skapandet av ÖFK var publikintresset i staden tämligen oförändrat (1 507 åskådare i kvalet mot Gefle den 8 november 1998 vid Lövsta IP, i sju minusgrader, var klubbens publikrekord så långt), och supporterkulturen återfanns fortfarande hos de anrika föreningarna.

### 2000-talet
Säsongerna 2000–2004 befäste laget sig på den övre halvan av tabellen i Norrlandstvåan, dock utan någon kvalmöjlighet uppåt i seriesystemet. Med Hans Eskilsson som tränare 2003 nådde klubben trots 15 segrar endast en andraplats i serien, fyra poäng efter Friska Viljor FC. Samma år spelade ÖFK sina hittills enda Jämtlandsderbyn i seriespel, då klubben mötte IFK Östersund i två matcher som båda slutade 1–1, och ÖFK:s publiksnitt på 737 personer var årets största i serien (därmed störst i Östersund). Säsongen 2005 placerade sig (tvåan) ÖFK som ett av de fyra främsta lagen i tabellen; då Svenska Fotbollförbundet beslutat om en serieomläggning innebar placeringen att klubben kvalificerade sig för 2006 års nybildade serie Division 1 Norra.
Via Fältjägarnas IF fick entreprenören, före detta överstelöjtnanten och amatörfotbollsspelaren, Daniel Kindberg 2005 en styrelseplats och roll som sportsligt ansvarig i ÖFK. Inledningsvis kom Kindberg bland annat att ligga bakom bygget av Jämtkraft Arena som invigdes den 14 juli 2007 i Stadsdel Norr.
Under de fyra första säsongerna efter serieförnyelsen stämplades ÖFK som en "lindansarförening" genom att laget endast i en av dessa (2008) säkrade kontraktet tidigare än i den sista serieomgången för året. Åtskilliga skadeproblem var en av orsakerna, däribland målvaktskrisen 2007 då ÖFK ett tag behövde låna Kristofer Block från Sollefteå GIF utan reserv på bänken. Inför premiärmatchen 2006 borta mot Syrianska FC (förlust 0–1) hade laget tränat utomhus blott tre gånger på fullstor grusplan, eftersom Hofvallens B-plan var obrukbar (i andra omgången av Svenska cupen fick matchen mot IFK Norrköping den 13 april, förlust 0–2, förflyttas till Norrköping då Östersund hade full vinter och därmed ingen spelbar plan), och under säsongens gång fick träningarna ibland hållas i parker innan laget erbjöds en gräsplan av Rödön i Krokoms kommun. Innan Jämtkraft Arena stod klar spelades hemmamatcherna 2007 på intilliggande B-plan med transportabla läktare, och den nya arenan bidrog till att ÖFK:s publiksnitt översteg 1 000 personer (en fördubbling gentemot de två åren innan) plus avsevärt förbättrade träningsförhållanden. En omtalad ungdomssatsning fick motstånd från regionens föreningar som krävde ett samarbete även där, vilka annars ansåg sig överkörda av ÖFK. 2008 var ÖFK trots sin tiondeplats (bland seriens 14 lag) det fjärde högst placerade Norrlandslaget i det svenska seriesystemet (bakom allsvenska Gefle IF, GIF Sundsvall i Superettan och ÖFK:s seriekonkurrent Umeå FC). Någon form av klimax under åren 2006–2009 uppnåddes den 25 oktober 2009 när ÖFK i sista omgången slog Carlstad United BK med 3–0 inför 3 129 åskådare hemma på Jämtkraft Arena. Inför de tre sista omgångarna hade ÖFK sju poäng upp till säker placering, och höll sig kvar i och med seger i samtliga (höstsäsongen var också klubbens dittills poängrikaste). Klubbens hittills (2024) meste målskytt, Daniel Westerlund, gjorde en tillfällig återkomst 2009 efter att ha meddelat sitt karriärsavslut 2007. Till säsongen 2010 hade ÖFK stått för sin dittills största satsning bland annat genom att värva en kvartett brittiska spelare till startelvan och anlita den Premier League-meriterade skotten och tidigare ÖFK-spelaren Lee Makel som ny – spelande – huvudtränare. Floppen var ett faktum när de fyra nytillskotten hade lämnat klubben inför hösten, två av dem på grund av skador. ÖFK blev på nytt ett bottenlag; inför den sista omgången hade ÖFK återigen möjlighet att klara sig kvar i ettan, men en förlust (1–3) mot Vasalund gjorde att ÖFK degraderades till Division 2 (fjärdedivisionen) och därmed var avståndet för Jämtlandsfotbollen till svensk elitfotboll större än någonsin. Efter ett turbulent år i organisationsledningen sade Daniel Kindberg upp sig helt från klubben i november 2010, men i december hade spelarna lockat tillbaka honom genom brevväxling. Kindberg blev i och med detta klubbens nya ordförande, efter att Rolf Lohse (som hade störst del i grundandet av ÖFK) avgått, och en ny styrelse tillsattes.

### Åren med Graham Potter (2011–2018)
Sedan 2006 hade inte längre någon formell bindning funnits mellan ÖFK och de så kallade samarbetsföreningarna eftersom avtalen då upphörde, och de professionella spelarna som funnits i klubben var lånade, men Daniel Kindberg ansåg att länsföreningarna behövdes för att kunna föra ÖFK vidare som de senaste åren hade liknat mer en lokal klubb än ett samarbetsprojekt. Inför säsongen 2011 började klubben om från grunden; med hjälp av ekonomiskt stöd från företag anställdes den brittiske före detta proffsspelaren Graham Potter som tränare på ett treårskontrakt, vars filosofi tillsammans med Kindberg innebar att ge spelarna mer tid och möjlighet att utvecklas långsiktigt både på och utanför planen (frampå hösten startade klubben också en ungdomsakademi). Degraderingen och Division 2-spel till trots lockades 1 284 åskådare med gratis inträde till seriepremiären hemma mot Umedalen den 25 april 2011 som ÖFK vann med 2–0. Satsningen om ett direkt återavancemang till Division 1 resulterade i att ÖFK vann serien med nio poäng före tvåan (nybildade Hudiksvalls FF). Engelsmannen Brian Wake utmärkte sig samtidigt genom att under säsongen göra flest mål av samtliga spelare i de svenska förbundsserierna. Säsongen 2012 i Division 1 Norra placerade sig laget på den övre halvan av tabellen, i och med en omfattande satsning på utländska spelare. Bland spelare från Storbritannien, Spanien, Sydkorea, Mexiko och Ghana utmärkte sig David Accam som under sommaren 2012 värvades av Helsingborgs IF. Två miljoner kronor för Accam utgjorde den dittills dyraste Division 1-övergången genom tiderna. Bland de inhemska spelarna fanns Bobo Sollander och junioren Dennis Widgren. I den sista och direkt avgörande matchen för säsongen vann ÖFK med 1–0 på Studenternas IP mot IK Sirius FK den 28 oktober, och därmed kvalificerade sig ÖFK för första gången för spel i Superettan. Potter fick förlängt kontrakt, och Kindbergs nya ÖFK från omstarten 2011 satsade på att kunna utmana både Sverige och Europa om mästartitlar inom en överskådlig framtid (det vill säga spela fotboll på betydligt högre nivåer än enligt klubbens ursprungliga vision).
Under klubbens första säsong i Superettan förlorade ÖFK endast tre hemmamatcher, och tog dessutom poäng mot samtliga lag i serien med undantag av Degerfors IF, och slutade på tionde plats. ÖFK blev samtidigt fyra i publikligan med ett snitt på över 3 300 åskådare per match, och klubben hade fått sin första officiella supporterförening i form av Falkarna. Säsongen 2014 slutade ÖFK femma i tabellen; laget spelade under våren nio raka matcher utan förlust och var länge med i kampen om de allsvenska platserna. Inför denna säsong värvade ÖFK Modou Barrow från Varbergs BoIS, som under sommaren 2014 rankades som Superettans bästa spelare av Sportbladet. I augusti såldes Barrow till Premier League-klubben Swansea City för motsvarande cirka 20 miljoner kronor, vilket blev rekord i Superettan. (Trots detta redovisade klubben knappt en halv miljon i årets överskottsresultat.) Barrows avskedsmatch, mot Sirius, lockade drygt 5 600 åskådare till Jämtkraft Arena.

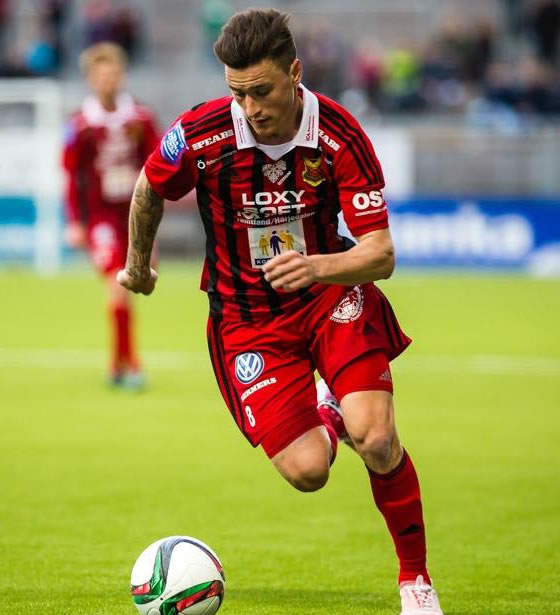
Engelske Jamie Hopcutt stod som näst meste målskytt i Superettan 2015, och ÖFK:s näst meste målskytt någonsin efter sin (första) sejour i klubben 2012–2019.

Inför sin tredje säsong i Superettan hörde ÖFK till en av förhandsfavoriterna. Tisdagen den 27 oktober 2015 skrev klubben ny historia genom att för första gången ha avancerat till Allsvenskan. Laget blev därmed det första någonsin från Jämtland, samt från Norrlands inland, att kvalificera sig för Sveriges högsta herrserie i fotboll. ÖFK slutade på andra plats i Superettan, en poäng bakom Jönköping Södra, och hade under året högst publiksnitt på 3 857 personer. Laget gjorde samtidigt flest och släppte in färst mål av alla lag i serien och gick obesegrat igenom säsongens samtliga hemmamatcher. Dessutom vann Haraldur Björnsson seriens målvaktsliga (högst räddningsprocent), Jamie Hopcutt blev tvåa i skytteligan (totalt 15 mål under säsongen), och Michael Omoh slutade tvåa i assistligan (10 målgivande passningar).
ÖFK:s allsvenska debutmatch var borta mot Hammarby den 4 april 2016 som slutade 1–1 inför 31 756 åskådare, vilket blev den högsta publiksiffran i Allsvenskan säsongen 2016. I höstens returmöte på Jämtkraft Arena, som ÖFK vann med 2–0, hade ÖFK enligt uppgift 85–15 procent i bollinnehav under första halvlek vilket symboliserade Potters speltekniska filosofi. I omgång 27 vann ÖFK med 3–0 borta mot Malmö FF, och säkrade därmed nästa års kontrakt. ÖFK slutade i sin allsvenska debutsäsong på åttonde plats i serien och tog poäng mot samtliga motståndare förutom AIK. ÖFK hade under säsongen ett publiksnitt på 5 914 åskådare. Graham Potter utsågs till årets allsvenska tränare. Under säsongens gång hade klubben hyllats frekvent i både riksmedier och av experter. ÖFK fortsatte att värva in och scouta underskattade "adrahands"-spelare på marknaden, däribland engelske Curtis Edwards som anlände i juli 2016 från tillfälligt spel i Ytterhogdals IK i Division 3 för att tre år senare också etablera sig som proffs på allsvensk nivå i Djurgårdens IF.
Klubbens första slutspel någonsin i Svenska cupen (gruppspelsplats som längst endast två gånger innan detta sedan millennieskiftet) förvaltade laget fullt ut genom vinst i kvartsfinalen hemma mot Trelleborg med 4–1, semifinalen borta mot Häcken med 3–1 och slutligen finalen på skärtorsdagen den 13 april 2017 hemma mot  Norrköping med 4–1 inför rekordpubliksiffran 8 369 personer. Därmed blev ÖFK den första norrländska klubben någonsin som vunnit Svenska cupen, och Östersund den nordligaste staden som arrangerat finalmatch i cupen. Eftersom cuptiteln innebar en kvalplats till Europa League behövde Jämtkraft Arena rustas upp utifrån Uefas krav (vilket innebar bland annat minst 8 000 sittplatser), och inför sommaruppehållet i Allsvenskan offentliggjordes det att Östersunds kommun beviljat ett samarbete om detta. Under det allsvenska uppehållet befann sig ÖFK på tredje plats i tabellen. Efter kvalvinster mot Galatasaray och Fola Esch samt playoffvinst mot PAOK blev ÖFK klart för gruppspel i Europa League, och det började föreslås att avbilda Graham Potter som staty.

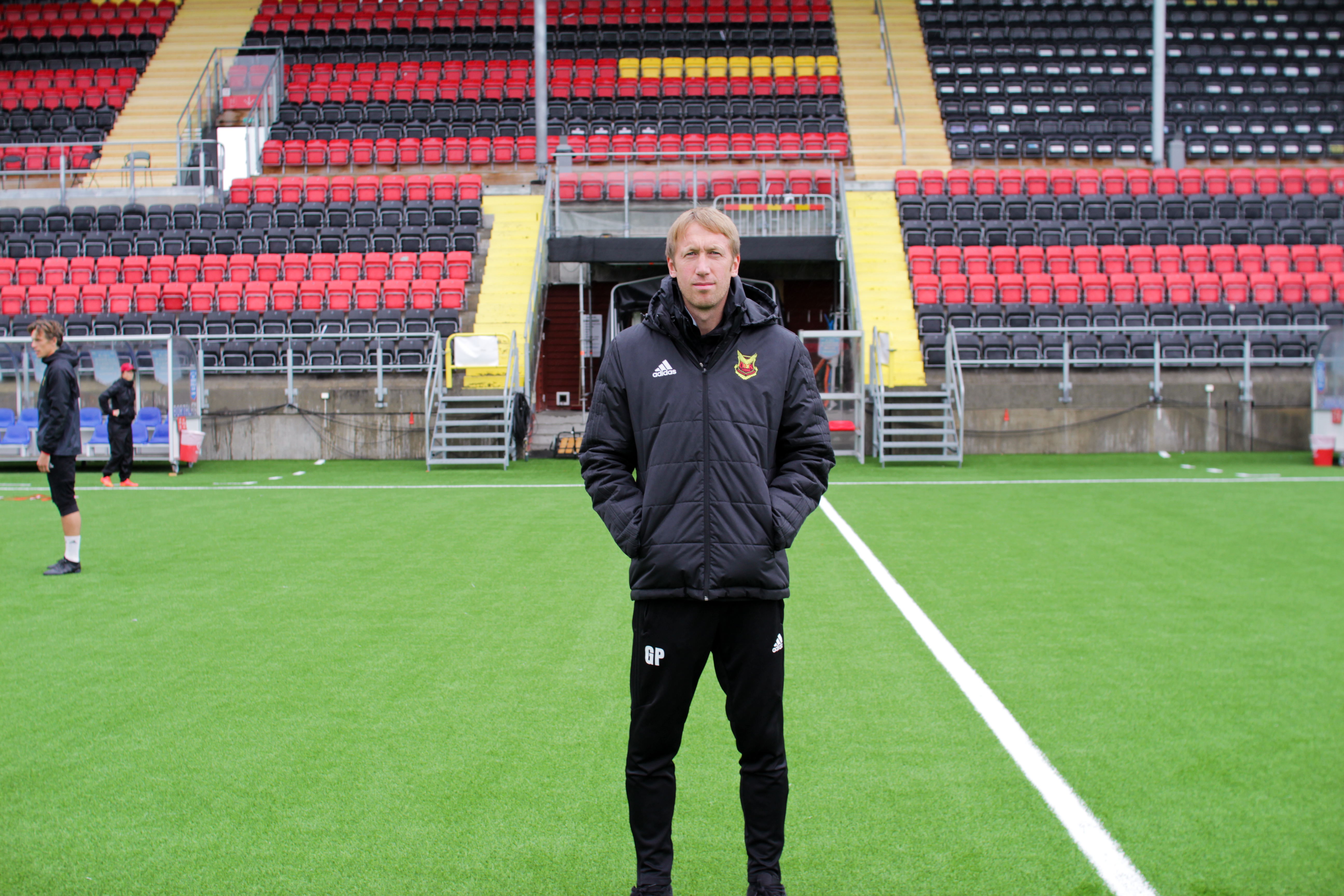
Graham Potter, vid Jämtkraft Arena (september 2017), inför gruppspelen i Uefa Europa League 2017/2018. Han utsågs både 2016 och 2017 till Årets tränare i Allsvenskan, för samma klubb han rekryterades till 2011 som då befann sig på fjärdedivisionsnivå.

I det täta spelschemat föll laget till nionde plats i början av den allsvenska höstsäsongen, men mellan den 20 augusti och 20 september vann laget samtliga fem matcher med noll insläppta mål (inklusive två Europa League-matcher), och slutade på femte plats. Med spanska Athletic Bilbao, tyska Hertha Berlin och ukrainska Zorya Luhansk som motståndare i EL-gruppspelet tog ÖFK poäng mot samtliga, och slutade tvåa (därmed en slutspelsplats) efter att ha varit gruppledare från den första till och med näst sista omgången. Äventyret tog dock slut i sextondelsfinalen mot den engelska storklubben Arsenal efter totalt 2–4 i målskillnad (en bortaseger vardera). Discoverys TV-kanaler som sände ÖFK:s Europamatcher mätte upp fler än ett tittarrekord. Jämtkraft Arena hade blivit en populär mötesplats för exempelvis Årebor, och supporterskapet spred sig även långt utanför Jämtland till bland annat Umeå. Förutom "Norrlandsderby"-matcherna mot GIF Sundsvall, som lockade fullsatta läktare och supporteraktivitet på stan både hemma och borta, hade ÖFK blivit en ny rival för Malmö FF sedan fjolårets möte på Swedbank Stadion. Förlust med 1–0 i semifinalen av Svenska cupen hemma mot just Malmö (som under vintern hade värvat ÖFK-profilen Fouad Bachirou) innebar att laget missade sin sista chans för kvalplats till Europa League 2018/2019 (fram till detta semifinalmöte hade ÖFK vunnit samtliga matcher i cupen med noll insläppta mål).
Vid den allsvenska upptakten 2018 fanns ÖFK bland SM-guldkandidaterna på experters förhandstips, med hänsyn till hur sommarens transferfönster skulle förändra truppen som under vintern 2017/18 hade Allsvenskans näst högsta marknadsvärde på sajten Fotbolltransfers.com, men laget kom att inleda trevande med endast åtta poäng efter åtta omgångar. Den 17 april 2018 anhölls dessutom klubbens styrelseordförande Daniel Kindberg, på sannolika skäl misstänkt för grovt bedrägeri och medhjälp till grovt bokföringsbrott. Kindberg tog då timeout från styrelseuppdrag i klubben och ställföreträdande ordförande Hans Carlsson tog över i Kindbergs ställe. Utöver detta lämnade Graham Potter klubben i juni då han gick till walesiska Swansea, som precis åkt ur Premier League, trots att han inför säsongen förlängde sitt kontrakt med fyra år i ÖFK. Med sig tog Potter sin assisterande tränare Billy Reid, ÖFK:s chefsscout Kyle Macaulay och matchanalytikern Björn Hamberg. Som ersättare rekryterades Ian Burchnall som tillfällig huvudtränare och tidigare spelaren Brian Wake som assisterande. Efter bortavinst mot Hammarby och oavgjort borta mot Malmö i omstarten av Allsvenskan beslutade ÖFK att behålla Burchnall som huvudtränare för resten av säsongen. Under sommaren rekryterades även Shaun Constable som assisterande tränare och Rafael Roldan Bermudez som matchanalytiker. Spelare som Sotirios "Sotte" Papagiannopoulos, Ken Sema och Saman Ghoddos lämnade klubben (Ghoddos till franska Amiens SC för cirka 40 miljoner kronor, men enligt vissa källor uppemot 60 miljoner vilket vore Allsvenskans tredje dyraste övergång), och nyförvärvet Simon Kroon kom i slutet av augusti att bli skadad för resten av säsongen. ÖFK slutade sexa, efter att hösten präglats av såväl långa vinst- som förlustsviter, med Dino Islamovic som lagets främste målskytt (även 2019).

### 2019 och framåt
I augusti 2019 meddelade FIFA att ÖFK dömts till avstängning från de två påföljande transferfönstren, till följd av de oegentligheter som förekommit i samband med Saman Ghoddos flytt till Amiens SC året innan. Ghoddos dömdes samtidigt till fyra månaders avstängning samt böter på fyra miljoner euro, att utbetalas till den spanska fotbollsklubben SD Huesca som var kärande part i målet, men friades från bötesbeloppet efter att ha överklagat. För sportslig del hade klubben, till följd av spelaromsättningen under 2018, värvat tio seniorer inför säsongen 2019. På träningslägret i spanska Marbella i början av februari gick ÖFK obesegrat, med ukrainska storklubben FC Dynamo Kiev som en av motståndarna. Klubben satsade på en repris av cupframgången 2017, men kom att åka ut redan i gruppspelet av Svenska cupen (i matchen borta mot Division 1-klubben Karlstad BK den 23 februari, som ÖFK var tvunget att vinna, fullbordade laget sitt fiasko och förlorade med 3–2). Åtta poäng på de fem första ligamatcherna innebar dock klubbens mest framgångsrika allsvenska start, men därefter försvann formen utan att återkomma samtidigt som klubben drabbades av ekonomiska problem. Att truppen 2019 var överbemannad gjorde sig känt genom att Ian Burchnall använde 28 olika startelvor på Allsvenskans 30 matcher. Laget slutade på tolfte plats, två poäng ovanför negativ kvalplats.
I mars 2020 genomfördes en större omorganisation i klubbledningen, efter att ha redovisat -40,7 miljoner kronor för 2019, samtidigt som Coronapandemin bröt ut vilken gjorde att ligastarten blev två månader framskjuten med spel utan publik. Efter starten med fyra poäng på sex allsvenska omgångar sparkades Ian Burchnall, varefter Allsvenskans yngsta trupp 2020 kom att ledas av Division 4-tränaren Amir Azrafshan. Laget befann sig ständigt kring bottenstrecken, men säkrade efter fem raka segrar ett nytt allsvenskt kontrakt med sex omgångar kvar – vilka laget dock förlorade, de tre sista med 0–4, och slutade på trettonde plats. I de fyra inledande omgångarna av säsongen 2021 gick ÖFK obesegrat, bland annat 1–1 borta mot Malmö och 5–0 hemma mot Örebro, men därefter stod ett decimerat Östersundslag för blott två segrar under resten av säsongen och med totalt 14 poäng slutade ÖFK sist där laget var klart för nedflyttning till Superettan 2022 med fyra omgångar kvar. Detta trots att norske Per Joar Hansen tagit över rollen som tränare i början av september, efter sparkade Amir Azrafshan. Vid klubbens 25-årsjubileum hemma mot BK Häcken (1–1) den 27 oktober, en månad efter upphävda Corona-restriktioner och då ÖFK fortfarande hade en teoretisk möjlighet att klara sig kvar, kom endast 1 042 åskådare vilket fick Hansen att gå till attack i media. Dagen före säsongens sista omgång frikändes i hovrätten Daniel Kindberg och övriga inblandade från den misstänkta ekobrottshärvan (vilka två år tidigare i tingsrätten hade dömts till bland annat tre års fängelse).
Inför Superettan 2022 fanns tio spelare, däribland målvakten Aly Keita, kvar i truppen från den allsvenska sejouren. Med före detta HIF-mästaren Magnus Powell på den nya posten som manager började klubben bygga nytt, och Amir Azrafshan välkomnades tillbaka fast som andretränare. Den sistnämnde fick dock ingen revanch, då laget plockade endast sex poäng under vårens nio omgångar och låg sist i tabellen, utan entledigades återigen och tillfällig ersättare blev klubbens akademi-/fotbollschef Stefan Lundin. Efter att ha värvat in brasilianske Erick Brendon och nederländske Chovanie Amatkarijo, kombinerat med tillfrisknanden i truppen, började det vända mot framgång. Inför den sista omgången befann sig ÖFK på näst sista plats i ett direkt avgörande, hemma mot Norrby IF som låg närmast ovanför i tabellen med tre poängs försprång. Inför 4 378 åskådare (tre gånger mer än klubbens snitt under serien) vann ÖFK med 1–0 (straffmål av Simon Kroon) och avancerade till kvalplats efter en större målskillnad än Norrby. Efter 1–1 borta och 2–0 hemma i kvalet mot Falkenbergs FF säkrade laget nästa års sportsliga kontrakt i Superettan. Ekonomiskt var dock ÖFK:s elitlicens hotad under hela säsongen, men elitbolagets desperata åtgärder (bland annat en swishkampanj) efter kvalsegern ledde till överlevnad för fortsatt verksamhet.
I den sjätte omgången av Superettan 2023 möttes de dittills två enda obesegrade lagen i serien, Östersund och Jönköping Södra, på Jämtkraft Arena den 6 maj med matchresultatet 3–3. Därefter kunde ÖFK trots formsvackor (där ett signum från säsongen 2022 var att tappa många av matchpoängen i slutminuter) hålla avstånd till botten av tabellen och slutade femma i serien. För andra året i rad nådde ÖFK också gruppspel i Svenska cupen, efter ett par misslyckade kval dessförinnan. Inför Superettan 2024 meddelades det att Jamie Hopcutt (klubbens dittills näst meste målskytt någonsin, under sin tidigare sejour 2012–2019) skrivit på för återkomst till klubben. Laget kom dock att göra tredje färst mål i ligan, och en ryktesspridning i media under början av september gjorde att Magnus Powell avgick. Ny huvudtränare blev Thomas Gabrielsson, ett nytt konkurshot överlevdes i oktober, laget slutade på fjortonde plats och fick åter spela negativt kval. Totalt 5–2 (2–0 borta och 3–2 hemma) mot Lunds BK innebar ännu ett säkrat elitkontrakt.

### Säsonger genom tiderna
| Säsong | Division       | Nivå | M  | V  | O  | F  | Mål (GM) - (IM) | +/- | P  | Position |                              |
| ------ | -------------- | ---- | -- | -- | -- | -- | --------------- | --- | -- | -------- | ---------------------------- |
| 1997   | Div 2 Norrland | 3    | 22 | 7  | 7  | 8  | 29-20           | +9  | 28 | 7        |                              |
| 1998   | Div 2 Norrland | 3    | 22 | 12 | 6  | 4  | 35-18           | +17 | 42 | 2        | Kval till Div 1 Norra.       |
| 1999   | Div 2 Norrland | 3    | 22 | 14 | 3  | 5  | 54-29           | +25 | 45 | 1        | Kval till Superettan.        |
| 2000   | Div 2 Norrland | 3    | 22 | 9  | 6  | 7  | 30-23           | +7  | 33 | 5        |                              |
| 2001   | Div 2 Norrland | 3    | 22 | 10 | 7  | 5  | 52-29           | +23 | 37 | 3        |                              |
| 2002   | Div 2 Norrland | 3    | 22 | 10 | 6  | 6  | 34-21           | +13 | 36 | 5        |                              |
| 2003   | Div 2 Norrland | 3    | 22 | 15 | 4  | 3  | 49-19           | +30 | 49 | 2        |                              |
| 2004   | Div 2 Norrland | 3    | 22 | 11 | 5  | 6  | 35-28           | +7  | 38 | 4        |                              |
| 2005   | Div 2 Norrland | 3    | 22 | 10 | 9  | 3  | 44-26           | +18 | 39 | 2        | Serieomläggning.             |
| 2006   | Div 1 Norra    | 3    | 26 | 7  | 6  | 13 | 39-47           | -8  | 27 | 11       |                              |
| 2007   | Div 1 Norra    | 3    | 26 | 7  | 8  | 11 | 39-40           | -1  | 29 | 11       |                              |
| 2008   | Div 1 Norra    | 3    | 26 | 7  | 8  | 11 | 30-36           | -6  | 29 | 10       |                              |
| 2009   | Div 1 Norra    | 3    | 26 | 7  | 9  | 10 | 37-39           | -2  | 30 | 11       |                              |
| 2010   | Div 1 Norra    | 3    | 26 | 9  | 3  | 14 | 30-43           | -13 | 30 | 13       |                              |
| 2011   | Div 2 Norrland | 4    | 22 | 16 | 4  | 2  | 51-12           | +39 | 52 | 1        | Avancemang till Div 1 Norra. |
| 2012   | Div 1 Norra    | 3    | 26 | 15 | 8  | 3  | 50-21           | +29 | 53 | 1        | Avancemang till Superettan.  |
| 2013   | Superettan     | 2    | 30 | 10 | 9  | 11 | 39-38           | +1  | 39 | 10       |                              |
| 2014   | Superettan     | 2    | 30 | 12 | 9  | 9  | 40-40           | 0   | 45 | 5        |                              |
| 2015   | Superettan     | 2    | 30 | 18 | 8  | 4  | 56-25           | +31 | 62 | 2        | Avancemang till Allsvenskan. |
| 2016   | Allsvenskan    | 1    | 30 | 12 | 6  | 12 | 44-46           | -2  | 42 | 8        |                              |
| 2017   | Allsvenskan    | 1    | 30 | 13 | 11 | 6  | 48-32           | +16 | 50 | 5        |                              |
| 2018   | Allsvenskan    | 1    | 30 | 15 | 4  | 11 | 51-39           | +12 | 49 | 6        |                              |
| 2019   | Allsvenskan    | 1    | 30 | 5  | 10 | 15 | 27-52           | -25 | 25 | 12       |                              |
| 2020   | Allsvenskan    | 1    | 30 | 8  | 9  | 13 | 27-46           | -19 | 33 | 13       |                              |
| 2021   | Allsvenskan    | 1    | 30 | 3  | 5  | 22 | 24-59           | -35 | 14 | 16       |                              |
| 2022   | Superettan     | 2    | 30 | 7  | 10 | 13 | 32-44           | -12 | 31 | 14       | Kval till Superettan.        |
| 2023   | Superettan     | 2    | 30 | 10 | 12 | 8  | 44-39           | +5  | 42 | 5        |                              |
| 2024   | Superettan     | 2    | 30 | 8  | 8  | 14 | 30-44           | -14 | 32 | 14       | Kval till Superettan.        |

| Uppflyttning |
| Nedflyttning |

## Spelare

### Spelartruppen
| Nummer      | Land             | Spelare                | Födelsedatum      | Kom från          | Moderklubb       |           |
| Målvakter   | Målvakter        | Målvakter              | Målvakter         | Målvakter         | Målvakter        | Målvakter |
| ----------- | ---------------- | ---------------------- | ----------------- | ----------------- | ---------------- | --------- |
| 12          | Island           | Adam Ingi Benediktsson | 28 oktober 2002   | IFK Göteborg      | FH               |           |
| -           | Sverige          | Christopher Lundhall   | 23 november 2006  | Östersunds FK U   | Tyresö FF        |           |
| -           | Sverige          | Tyree Griffiths        | 15 augusti 2002   | BK Olympic        | Markaryds IF     |           |
| Försvarare  |                  |                        |                   |                   |                  |           |
| 3           | Kanada           | Chrisnovic N'sa        | 18 januari 1999   | Huntsville City   | AS Concordia     |           |
| 5           | Nigeria          | Sunday Anyanwu         | 28 augusti 2000   | Bendel Insurance  | Ine Stars        |           |
| 18          | Sverige          | Philip Bonde           | 8 december 2003   | IF Sylvia         | Pappas Pojkar FF |           |
| 23          | Sverige          | Ali Suljic             | 18 september 1997 | AFC Eskilstuna    | Motala AIF       |           |
| 27          | Palestina (stat) | Ziad Ghanoum           | 2 juni 2001       | Friska Viljor FC  | AIK              |           |
| 28          | Elfenbenskusten  | Yannick Adjoumani      | 29 december 2002  | ASEC Mimosas      | ASEC Mimosas     |           |
| Mittfältare |                  |                        |                   |                   |                  |           |
| 8           | Brasilien        | Erick Brendon          | 23 maj 1995       | IFK Värnamo       | Botafogo         |           |
| 10          | Sverige          | Simon Marklund         | 14 september 1999 | Ranheim           | Södra United     |           |
| 16          | Sverige          | Albin Sporrong         | 6 december 1999   | Mjøndalen         | Skogstorps GoIF  |           |
| 20          | Nigeria          | Michael Oluwayemi      | 10 oktober 2005   | TikiTaka Football | Squad Number One |           |
| 22          | Sverige          | Ahmed Bonnah           | 9 april 2000      | Östers IF         | FoC Farsta       |           |
| 24          | Sverige          | Henrik Norrby          | 7 januari 1999    | BK Olympic        | Janstorps AIF    |           |
| -           | Sverige          | Adrian Edqvist         | 20 maj 1999       | Gefle IF          | Nättraby GoIF    |           |
| Anfallare   |                  |                        |                   |                   |                  |           |
| 15          | England          | Jamie Hopcutt          | 23 juni 1992      | IFK Mariehamn     | York City        |           |
| -           | Sverige          | Gustav Odenlind        | 13 juni 2004      | Täby FK           | IFK Stocksund    |           |

| 21 |  | Edgar Navassardian | 16 juni 2004(21 år) | Örebro Syrianska IF | Malmö FF |

### Allsvenska spelare
Säsongerna 2016–2020 representerade sammanlagt 59 spelare Östersunds FK i Allsvenskan. (Säsongen 2021 hade klubben värvningsförbud.)
Listkriterier:
- Listan inkluderar alla spelare som representerat klubben i Allsvenskan.
Spelare med dubbelt medborgarskap är listade vid det land de valt att representera på A-landslagsnivå.
Spelare i fet stil representerar klubben för närvarande.

| Afrika - Marco Weymans (2019-2021) - Kalpi Ouattara (2019-2021) - Walid Atta (2016) - Noah Sonko Sundberg (2018-2021) - Frank Arhin (2017-2021) - Patrick Kpozo (2017-2021) - Samuel Mensiro (2016-2021) - Aly Keita (2016-2021) - Fouad Bachirou (2016-2017) - Alhaji Gero (2016-2018 & 2019) - Jordan Attah Kadiri (2019-2020) - Ronald Mukiibi (2016-2021) Asien - Brwa Nouri (2016-2018) - Saman Ghoddos (2016-2018) - Ahmed Awad (2020-2021) - Gabriel Somi (2016-2017) Europa - Alex Purver (2019-2020) - Andrew Mills (2018-2020) | - Blair Turgott (2019-2021) - Charlie Colkett (2019-2021) - Curtis Edwards (2016-2019) - Francis Jno-Baptiste (2019-2021) - Jamal Blackman (2016) - Jamie Hopcutt (2016-2019) - Jerell Sellars (2018-2021) - Dino Islamovic (2018-2019) - Rewan Amin (2018-2021) - Eirik Haugan (2019-2021) - Brian Martín Pagés (2020) - Andreas Andersson (2017-2018) - Bobo Sollander (2016-2017) - Darijan Bojanic (2017) - Dennis Widgren (2016-2018) - Douglas Bergqvist (2016-2018) - Emir Smajic (2016) - Felix Hörberg (2019-2021) - Hampus Nilsson (2016) - Henrik Bellman (2018-2021) - Hosam Aiesh (2016-2019) - Isak Ssewankambo (2019-2021) | - Johan Bertilsson (2017) - Ken Sema (2016-2018) - Ludvig Fritzson (2017-2021) - Malcolm Stolt (2020-2021) - Nebiyou Perry (2019-2021) - Nikolaos Dosis (2020-2021) - Piotr Johansson (2016) - Sebastian Lundbäck (2016-2017) - Simon Kroon (2018-2021) - Sixten Mohlin (2019-2021) - Sotirios Papagiannopoulos (2016-2018) - Stefan Karlsson (2016) - Tesfaldet Tekie (2018-2019) - Thomas Isherwood (2019-2020) - Tim Björkström (2017) - Tom Pettersson (2017-2019) Nordamerika - Ravel Morrison (2019) - Alex Dyer (2016) - Andrew Stadler (2016) |

### Övriga spelarprofiler
- Alysson Marendaz Marins – värvades från allsvenska Kalmar FF med stora förhoppningar men misslyckades att glädja Östersundspubliken.
- Elvis da Silva Santana – spelade några få matcher i ÖFK innan han gick till Hammarby där han fick några matcher men inte gjorde några större intryck.
- David Accam – värvades av Helsingborgs IF sommaren 2012 för en rekordsumma i tredjedivisionen.
- Lee Makel – före detta Blackburnspelare som gjorde succé 2008. Han återkom till ÖFK 2009 som spelande tränare.
- Mark Nangle - hårdför forward som kom till ÖFK från finska ligan.
- Brian Wake – blev bäste målskytt i de svenska förbundsserierna 2011. Flyttade 2012 till Umeå FC.
- Lasse Mattila – finsk juniorlandslagsspelare. Kom från allsvenska Ljungskile till ÖFK.
- Bina Ajuwa – nigeriansk landslagsman.
- Daryl Smylie – kom till ÖFK ungefär samtidigt som Shields, gick sedan via Ljungskile SK till svenska mästarna Kalmar FF.
- Paul Sheerin – mittfältare som spelade i ÖFK 1996. Spelade i skotska Premier League.
- Paul Shields – anlände till ÖFK hösten 2007, lyckades med sina 7 mål rädda laget kvar i Division 1, spelade vidare i ÖFK 2008 innan en skada satte stopp för hans fortsatta karriär i klubben.
- Hans Eskilsson – Hammarbyprofil som tränade ÖFK i två säsonger och gjorde dessutom ett inhopp som spelare.
- Alexander Hysén – gick från Gif Sundsvall till ÖFK för att få mer speltid 2010.
- Martin Johanson – mittfältare från Frösö IF. Två gånger utsedd till ÖFK:s årets bäste spelare.
- Alan Al-Kadhi – en av de stora anledningarna till ÖFK:s överlevnad i Division 1 2006–2008)
- Daniel Johansson – kom från Division 3. Känd för att ha gjort åtta mål för ÖFK i samma match i Division 2 (2011). Gick vidare till Superettan och Friska Viljor.
- Erik Lantto – årets spelare i ÖFK 2006 och 2007, bror till allsvenska spelaren Jonas Lantto.
- Lars Oscarsson – har spelat allsvenskt i Gif Sundsvall, har flest antal matcher i ÖFK.
- Daniel Westerlund – bäste målskytt i ÖFK genom tiderna.
- Modou Barrow – gick till Swansea City i Premier League och blev dyraste försäljning genom tiderna i Superettan (2014).
- Saman Ghoddos- Anfallare och en del av den legendariska första Europa League truppen. Gick till Amiens SC i franska högstaligan Ligue 1.
- Brwa Nouri- Mittfältare och en del av den legendariska första Europa League truppen. Gick till Bali United i den Indonesiska högsta ligan.
- Hosam Aiesh- Mittfältare och en del av den legendariska första Europa League truppen. Gick till IFK Göteborg.
- Ken Sema- Mittfältare och en del av den legendariska första Europa League truppen. Gick till Watford FC i Premiere League. Senare utlånad från Watford till Udinese FC i den italienska högstaligan Serie A.
- Fouad Bachirou- Mittfältare och en del av den legendariska första Europa League truppen. Gick till Malmö FF.
- Sotirios Papagiannopoulos - Back och en del av den legendariska första Europa League truppen. Gick till FC Köpenhamn.
- Tom Pettersson - Back och en del av den legendariska första Europa League truppen.
- Curtis Edwards - Mittfältare och en del av den legendariska första Europa League truppen.
- Jamie Hopcutt - Anfallare och en del av den legendariska första Europa League truppen. Var med på hela ÖFK:s resa från division 2 Norrland till Europa League.
- Alhaji Gero - Gero "The Hero". Anfallare och en del av den legendariska första Europa League truppen.
- Gabriel Somi - Mittfältare och en del av den legendariska första Europa League truppen. Gick till New England Revolution i amerikanska högstaligan MLS.
- Dennis Widgren - Back och en del av den legendariska första Europa League truppen.En levande klubblegend som var med hela vägen på ÖFK:s resa från division 2 Norrland till Europa League.
- Bobo Sollander - Back och en del av den legendariska första Europa League truppen. En levande klubblegend som var med hela vägen på ÖFK:s resa från division 2 Norrland till Europa League.
- Seon-Min Moon - Gick till Djurgårdens IF.

## Tränare
- Magnus Powell (2022-)
- Per Joar Hansen (2021-2021)
- Amir Azrafshan (2020-2021)
- Ian Burchnall (2018-2020)
- Graham Potter (2011–2018)
- Lee Makel (2010)
- Peter Andersson,  Lee Makel och  Mats Palmqvist (juni–oktober 2009)
- Karl-Gunnar Björklund (2008–juni 2009)
- Neil McDonald (september–oktober 2007)
- Stefan Regebro (2006–oktober 2007)
- Ulf Kvarnlöf (2004–2005)
- Hans Eskilsson (2002–2003)
- Jan Westerlund (1999–2001)
- Sören Åkeby (1999)
- Christer Andersson (1998)
- Leif Widegren (1997)

## Europeiskt cupspel
Efter seger i Svenska cupen 2017 kvalificerades ÖFK för första gången till någon av de europeiska cuperna. Kvalspelet till Uefa Europa League inleddes mot turkiska Galatasaray hemma på Jämtkraft Arena den 13 juli 2017. Matchen slutade 2–0 efter mål av Saman Ghoddos och Jamie Hopcutt. Returmötet i Istanbul den 20 juli slutade 1–1, efter mål av Östersunds Brwa Nouri på straff. (Returmatchen gav den största tittarsiffran hos Eurosport 1 på sju år, och skrällen spred sig världen över.) I tredje kvalomgången besegrades Fola Esch från Luxemburg med 1–0 hemma, och 2–1 borta (returmötet innebar Fola Eschs första hemmaförlust sedan maj 2015). I Playoff mot PAOK fullbordade ÖFK skrällen genom att efter 3–3 sammanlagt och bortamålsfördel ta sig vidare till gruppspel i Europa League, vilket gav 2,6 miljoner euro (cirka 25 miljoner kronor). ÖFK blev därmed den första svenska klubben i EL-gruppspel på fyra år.
Första gruppspelsmatchen i historien var den 14 september 2017 borta mot Zorja Luhansk ifrån Ukraina. Saman Ghoddos och Alhaji Gero gjorde de historiska målen. Första gången det spelades Europa-gruppspel på Jämtkraft Arena var den 28 september 2017, då Hertha Berlin från Tyskland kom på besök. ÖFK vann med 1–0 efter straffmål av Brwa Nouri. Efter 2–2 mot det spanska storlaget Athletic Club hyllades ÖFK i media. Athletic Bilbao–ÖFK 1–0 den 2 november sågs av över 600 000 tittare på Discoverys TV-kanaler, vilket innebar ett nytt rekord för en Europa League-match på nätverket. I den femte och näst sista gruppspelsomgången den 23 november vann ÖFK hemma mot Zorja Luhansk med 2–0 och blev därmed klara för slutspel (sextondelsfinal).
I sextondelsfinalen mot engelska Arsenal i februari 2018 blev ÖFK utspelat och förlorade med 0–3 på hemmaplan, men efter två snabba mål av Hosam Aiesh och Ken Sema i första halvlek av returmötet på Emirates Stadium kunde laget slå tillbaka och avsluta med en 2–1-seger (vilken ej räckte för avancemang till åttondelsfinal). Inför det första mötet valde Hockeyallsvenskan att flytta ligans största derby mellan IF Björklöven och Modo Hockey till dagen före, för att inte krocka med denna fotbollsmatch vilket var särskilt unikt i saken då det gällde helt olika sporter.
| Turnering          | Säsong  | Omgång              | Klubb           | Hemma | Borta | Totalt   |
| ------------------ | ------- | ------------------- | --------------- | ----- | ----- | -------- |
| Uefa Europa League | 2017/18 | Andra kvalomgången  | Galatasaray     | 2–0   | 1–1   | 3–1      |
| Uefa Europa League | 2017/18 | Tredje kvalomgången | Fola Esch       | 1–0   | 2–1   | 3–1      |
| Uefa Europa League | 2017/18 | Playoff             | PAOK            | 2–0   | 1–3   | 3–3 (BM) |
| Uefa Europa League | 2017/18 | Gruppspel           | Zorja Luhansk   | 2–0   | 2–0   | ...      |
| Uefa Europa League | 2017/18 | Gruppspel           | Hertha Berlin   | 1–0   | 1–1   | ...      |
| Uefa Europa League | 2017/18 | Gruppspel           | Athletic Bilbao | 2–2   | 0–1   | ...      |
| Uefa Europa League | 2017/18 | Sextondelsfinal     | Arsenal         | 0–3   | 2–1   | 2–4      |

### Uefa Europa League 2017/18, Grupp J
| Nr | Lag             | S | V | O | F | GM | IM | MS | P  |
| -- | --------------- | - | - | - | - | -- | -- | -- | -- |
| 1  | Athletic Bilbao | 6 | 3 | 2 | 1 | 8  | 5  | +3 | 11 |
| 2  | Östersunds FK   | 6 | 3 | 2 | 1 | 8  | 4  | +4 | 11 |
| 3  | Zorja Luhansk   | 6 | 2 | 0 | 4 | 3  | 9  | −6 | 6  |
| 4  | Hertha Berlin   | 6 | 1 | 2 | 3 | 6  | 7  | −1 | 5  |

| Hemma \ Borta   | Spanien | Tyskland | Ukraina | Sverige |
| Athletic Bilbao | —       | 3–2      | 0–1     | 1–0     |
| Hertha Berlin   | 0–0     | —        | 2–0     | 1–1     |
| Zorja Luhansk   | 0–2     | 2–1      | —       | 0–2     |
| Östersunds FK   | 2–2     | 1–0      | 2–0     | —       |

Vid lika poäng (som ÖFK och Athletic Bilbao) avgör inbördes möten, och inte målskillnad, den slutgiltiga tabellplaceringen.

## Spelarstatistik

### Spelare med flest matcher i Östersunds FK
Totalt har 228 spelare representerat ÖFK i seriespel. Av dessa har 138 gjort mål.
Senast uppdaterad 5 nov 2019
| Nr | Namn              | Matcher | Mål |
| -- | ----------------- | ------- | --- |
| 1  | Lars Oscarsson    | 212     | 10  |
| 2  | Martin Johansson  | 193     | 15  |
| 3  | Jamie Hopcutt     | 190     | 47  |
| 4  | Daniel Westerlund | 184     | 58  |
| 5  | Dennis Widgren    | 179     | 3   |
| 6  | Petter Jacobsson  | 172     | 7   |
| 7  | Bobo Sollander    | 163     | 24  |
| 8  | Brwa Nouri        | 154     | 23  |
| 9  | Fredrik Aliris    | 143     | 13  |
| 10 | Sam Mensiro       | 139     | 3   |

### Spelare med flest mål i Östersunds FK
Senast uppdaterad 5 nov 2019
| Nr | Namn              | Mål | Matcher |
| -- | ----------------- | --- | ------- |
| 1  | Daniel Westerlund | 58  | 184     |
| 2  | Jamie Hopcutt     | 47  | 190     |
| 3  | Saman Ghoddos     | 41  | 93      |
| 4  | Joakim Lundstedt  | 33  | 97      |
| 5  | Brian Wake        | 26  | 33      |
| 6  | Bobo Sollander    | 24  | 163     |
| 7  | Brwa Nouri        | 23  | 154     |
| 8  | Daniel Johansson  | 21  | 36      |
| 9  | Alex Dyer         | 19  | 93      |
| 10 | Paul Read         | 18  | 25      |
| 10 | Emir Smajic       | 18  | 51      |
| 10 | Dino Islamovic    | 18  | 56      |

### Topp 10 spelare med flest allsvenska matcher
Spelarna som gjort flest allsvenska matcher under ÖFK:s fem säsonger i högstadivisionen.
Spelare i fet stil är fortfarande i Östersunds FK.
Senast uppdaterad 6 januari 2021
| Nr | Namn                | Karriär   | Matcher | Mål |
| -- | ------------------- | --------- | ------- | --- |
| 1  | Aly Keita           | 2016-     | 107     | 0   |
| 2  | Ronald Mukiibi      | 2016-2021 | 89      | 5   |
| 3  | Samuel Mensiro      | 2016-     | 83      | 2   |
| 4  | Curtis Edwards      | 2016-2019 | 82      | 14  |
| 5  | Dennis Widgren      | 2016-2018 | 79      | 2   |
| 6  | Tom Pettersson      | 2017-2019 | 76      | 3   |
| 7  | Ludvig Fritzson     | 2017-     | 75      | 6   |
| 8  | Noah Sonko Sundberg | 2018-2021 | 74      | 4   |
| 9  | Hosam Aiesh         | 2016-2019 | 69      | 8   |
| 10 | Alhaji Gero         | 2016-2019 | 68      | 7   |

### Topp 10 spelare med flest allsvenska mål
Spelare i fet stil är fortfarande aktiva i Östersunds FK.
Senast uppdaterad 9 januari 2022
| Nr | Namn             | Karriär   | Mål | Matcher | Mål/match |
| -- | ---------------- | --------- | --- | ------- | --------- |
| 1  | Saman Ghoddos    | 2016-2018 | 27  | 65      | 0,42      |
| 2  | Blair Turgott    | 2019-2021 | 18  | 63      | 0,29      |
| 3  | Dino Islamovic   | 2018-2019 | 16  | 50      | 0,32      |
| 4  | Curtis Edwards   | 2016-2019 | 14  | 82      | 0,17      |
| 5  | Brwa Nouri       | 2016-2018 | 12  | 67      | 0,18      |
| 6  | Jamie Hopcutt    | 2016-2019 | 11  | 65      | 0,17      |
| 7  | Alex Dyer        | 2016      | 9   | 26      | 0,35      |
| 8  | Hosam Aiesh      | 2016-2019 | 8   | 69      | 0,12      |
| 8  | Ken Sema         | 2016-2018 | 8   | 58      | 0,14      |
| 10 | Alhaji Gero      | 2016-2019 | 7   | 68      | 0,10      |
| 10 | Johan Bertilsson | 2017      | 7   | 19      | 0,37      |
| 10 | Ludvig Fritzson  | 2017-2021 | 7   | 99      | 0,07      |
| 10 | Ronald Mukiibi   | 2016-2021 | 7   | 97      | 0,07      |

## Ungdomsverksamhet
ÖFK:s ungdomsakademi bildades under hösten 2011 och består av sju lag: Knatteskola 4–7 år, U0 7–9 år, U1 10–12 år, U2 11–13 år, U3 13–15 år, U4 15–17 år samt U5 17–19 år.

## Arenor
Efter att i första hand ha spelat på Hofvallen sedan klubbens bildande fick ÖFK en ny hemmaarena 2007 när Jämtkraft Arena invigdes. Arenan har två uppvärmda och belysta konstgräsplaner för bruk året runt och ligger i på Stadsdel Norr. Ursprungligen hade arenan plats för 5 092 åskådare, men kapaciteten utökades till drygt 6 000 i samband med avancemang till Superettan 2013 och till nuvarande kapacitet om 8 466 åskådare när ÖFK gick upp i Allsvenskan.
I enstaka matcher har ÖFK i historiken även utnyttjat Lövsta IP på Frösön, Jägarvallen på det före detta I5-området i Östersund samt Ope IF:s anläggning Torvallen. 
För träning vintertid används bland annat inomhushallen ÖP-hallen.

## Publiksnitt
Nedan följer ÖFK:s publiksnitt för de senaste säsongerna.
| Säsong | Publiksnitt | Serie           |
| ------ | ----------- | --------------- |
| 2005   | 573         | Div. 2 Norrland |
| 2006   | 535         | Div. 1 Norra    |
| 2007   | 1 060       | Div. 1 Norra    |
| 2008   | 1 104       | Div. 1 Norra    |
| 2009   | 1 134       | Div. 1 Norra    |
| 2010   | 992         | Div. 1 Norra    |
| 2011   | 766         | Div. 2 Norrland |
| 2012   | 1 695       | Div. 1 Norra    |
| 2013   | 3 320       | Superettan      |
| 2014   | 3 022       | Superettan      |
| 2015   | 3 857       | Superettan      |
| 2016   | 5 914       | Allsvenskan     |
| 2017   | 5 265       | Allsvenskan     |
| 2018   | 6 020       | Allsvenskan     |
| 2019   | 4 808       | Allsvenskan     |
| 2020   | Covid-19    | Allsvenskan     |
| 2021   | 1 127       | Allsvenskan     |
| 2022   | 1 522       | Superettan      |
| 2023   | 2 226       | Superettan      |

ÖFK:s publiksnitt under debutsäsongen i Superettan 2013 (3 320 åskådare per match) låg nära lagets publikrekord alla kategorier inför säsongen (3 370 åskådare från en träningsmatch mot Wigan Athletic i juli 2010), och snittet nästan fördubblades efter avancemanget till Allsvenskan. Under juli och augusti 2017 byggdes de två ståplatsläktarna om till sittplatsläktare (i och med Europa League-spel), vilket minskade arenans totala kapacitet med omkring en tredjedel under byggtiden. Säsongen 2021 välkomnades publik åter på Sveriges idrottsarenor från den 29 september, efter ett och ett halvt års pandemi.

## Högsta publiksiffror i hemmamatcher genom tiderna
Senast uppdaterad 27 augusti 2018
|    | Evenemang            | Motståndare    | Datum             | Resultat | Åskådarantal |
| -- | -------------------- | -------------- | ----------------- | -------- | ------------ |
| 1  | Final, Svenska cupen | IFK Norrköping | 13 april 2017     | 4–1      | 8 369        |
| 2  | Allsvenskan          | GIF Sundsvall  | 6 augusti 2016    | 4–0      | 8 208        |
| 3  | Allsvenskan          | Djurgårdens IF | 20 augusti 2016   | 1–0      | 8 027        |
| 4  | Uefa Europa League   | Hertha Berlin  | 28 september 2017 | 1–0      | 8 009        |
| 5  | Uefa Europa League   | Arsenal        | 15 februari 2018  | 0–3      | 8 009        |
| 6  | Uefa Europa League   | Athletic Club  | 19 oktober 2017   | 2–2      | 7 840        |
| 7  | Allsvenskan          | GIF Sundsvall  | 3 juni 2017       | 3–1      | 7 821        |
| 8  | Uefa Europa League   | Zorya Luhansk  | 23 november 2017  | 2–0      | 7 754        |
| 9  | Allsvenskan          | Malmö FF       | 28 maj 2016       | 1–4      | 7 739        |
| 10 | Allsvenskan          | GIF Sundsvall  | 26 augusti 2018   | 1-2      | 7 681        |

## Supporterföreningar

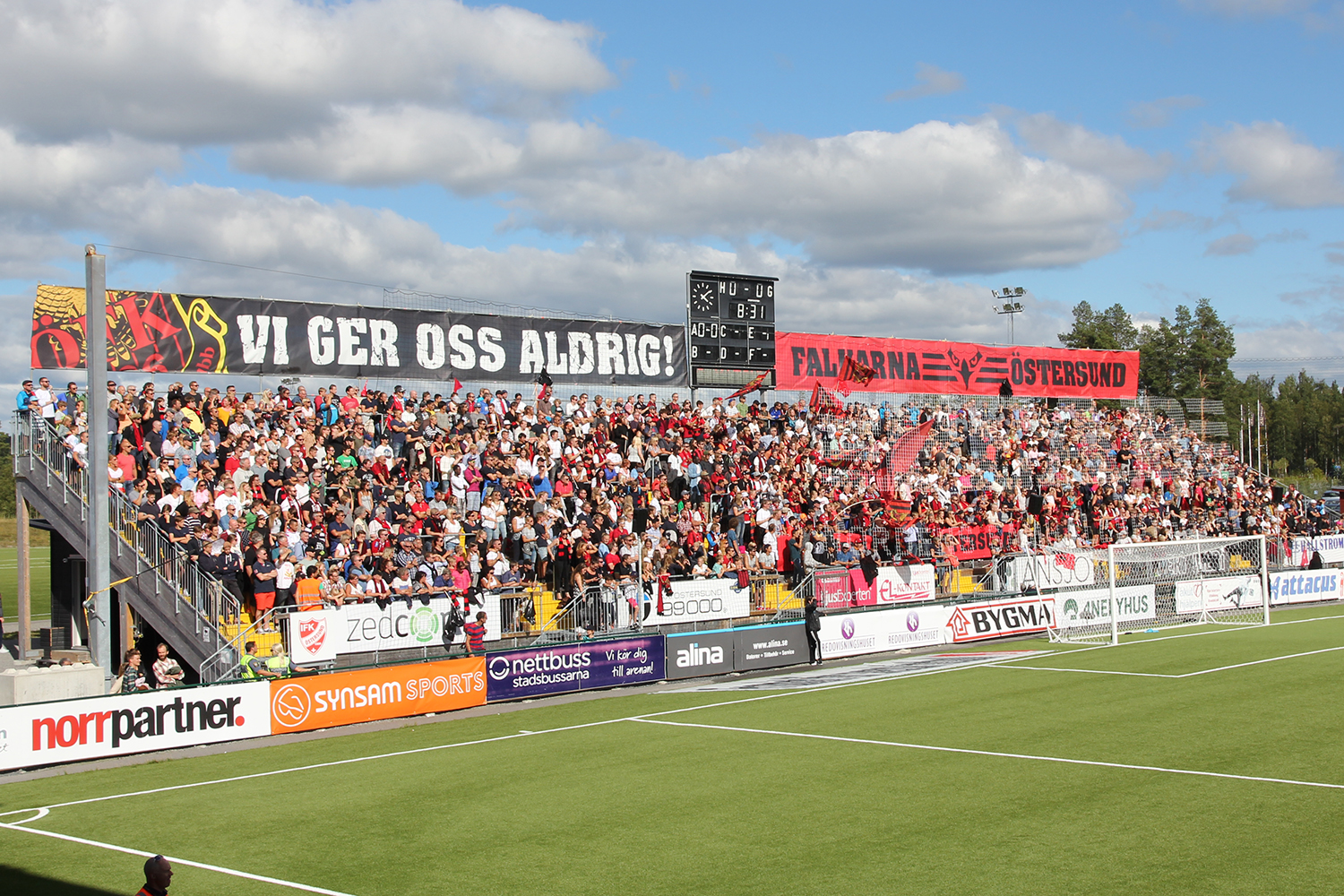
Falkarna på Norra ståplats, Jämtkraft Arena, i augusti 2016. Under sommaren 2017 byggdes de två ståplatsläktarna (Norra och Södra) om till sittplatsläktare, temporärt, för att uppfylla Uefas arenakrav vid europeiskt cupspel.

Supporterföreningen Falkarna bilades 2013 och har som ambition att skapa en mer respektfull och inkluderande supporterkultur där man stöttar och sjunger fram sitt lag samtidigt som man respekterar och välkomnar motståndarlaget och dess supportrar. Till exempel valde man inslag av Hammarbys färger i den uppmärksammade laserljusshowen i hemmamatchen mot Hammarby i oktober 2016. Inför hemmamatchen mot Malmö FF i maj 2016 mötte Falkarna de MFF-supportrar som cyklat från Malmö upp till matchen och cyklade tillsammans med dem in till centrum. I bortamatchen mot GIF Sundsvall i maj 2016 hade Falkarna en banderoll med texten "Må bästa laget vinna, kämpa så ni glöder, Norrlandsbröder” för att visa att man kan stötta sitt eget lag utan att förolämpa eller hata motståndarna eller dess supportrar.
I mars 2017 släpptes Falkarnas hyllningslåt "Rött och svart pumpar hjärtat" som spelats in tillsammans med Annika Norlin (Säkert!).
I samband med hemmamatchen mot Hammarby i maj 2017 lanserade Falkarna en egen öl, "The Falconers", bryggd i samarbete med det lokala bryggeriet Jemtehed & Brande. Samtidigt släpptes hyllningslåten på LP och boken "Från noll till laserbönder", en årskrönika för 2016.
Under 2017 bildades även Unga Falkar "Younglings", ett komplement till Falkarna för barn och ungdomar i åldrarna 7–13 år.

## Brittiskt samarbete
Klubben har genom åren haft goda kontakter på de brittiska öarna. Bland annat genomförde Premier League-klubben Wigan Athletic träningsläger under coachen Roberto Martinez på Jämtkraft Arena somrarna 2010–2012. 2011 valde även det brittiska universitetslandslaget att anordna sitt uppladdningsläger inför Universitets-VM i Kina i samarbete med Östersunds FK.
Även dåvarande League Championship-laget Swansea City har genomfört träningsläger i Östersund (somrarna 2007 och 2008, med ovan nämnde Martinez som coach), liksom Leeds United som i två matcher sommaren 1997 mötte ÖFK samt ett lag sammansatt av lokala spelare.
ÖFK har även haft en lång rad brittiska spelare, inte minst ett flertal unga spelare på korttidskontrakt från Swansea. Bland klubbens tidigare tränare märks förutom Lee Makel även engelsmannen Neil McDonald som sedan 2008 hade varit assistent åt Sam Allardyce, först i Blackburn Rovers och därefter i West Ham. McDonald fick i tre Premier League-matcher under säsongen 2009/10 även agera huvudcoach i Blackburn då Allardyce genomgick en hjärtoperation.
Lagets succétränare Graham Potter har meriter från det engelska U21-landslaget och spel i Southampton i Premier League.

## Kultursatsning
ÖFK har blivit mycket uppmärksammat, även internationellt, för sitt kulturengagemang. Varje år genomförs ett kulturprojekt som mynnar ut i någon slags föreställning eller uppvisning och alla i föreningen måste delta. Syftet är att göra spelarna mer modiga på fotbollsplanen genom att göra dem mer modiga utanför den. Kultursatsningen initierades av Lasse Landin och Karin Wahlén med stöd av Daniel Kindberg. Kultursatsningen startade 2012 under ledning av ÖFK:s kulturcoach Karin Wahlén, som var huvudansvarig fram till och med 2018. 
- 2012 genomfördes två studiedagar med kulturpersonligheter från hela Sverige.
- 2013 genomfördes en teaterföreställning och man skrev en bok, Vägen till ÖFK, med hjälp av Svenska författarlandslaget i fotboll.
- 2014 målade man tavlor och genomförde en manifestation för mångfald inför riksdagsvalet, inkomsterna från konstprojektet gick till Ingen människa är illegal.
- 2015 framfördes dansföreställningen Svansjön.
- 2016 genomfördes en "Galakväll för solidaritet" för 1 500 personer där sång och musik var temat och allt överskott gick till välgörande ändamål.[114]
- 2017 handlade det om samernas historia och kultur. Konstnärlig ledare var artisten Maxida Märak och under föreställningen framfördes egenkomponerade rap-låtar[115]
- 2018 sattes det tillsammans med Glada Hudik-teatern upp en musikal.[116]

ÖFK:s spelare deltar även i bokcirklar runt om i Jämtland där man träffar barn och ungdomar och pratar om böcker och läsning, syftet är att inspirera unga att läsa mer. Projektet kallas "Passa boken".

## Filmer och böcker om och av ÖFK
- Östersunds sjungande fotbollsspelare - Dokumentär av Sveriges Television, 2018, om Graham Potter och föreningens kulturaktiviteter.[118]
- See the Man – Dokumentärfilm av José Miguel Jiménez, 2017, om ÖFK:s kultursatsning och humanistiska syn på sina spelare.[119]
- Att vara eller inte vara – en vinnarskalle – Dokumentärfilm av Roland Olsen, 2014, om första året i Superettan med kultursatsningen som den röda tråden.[120]
- Från tvåan mot Europa – Om ÖFK:s resa och framtidsvisioner. Idrottsförlaget, Olof Wigren, 2016.[121]
- Min resa till ÖFK – Modernista, 2014. Spelarnas och ledarnas egna berättelser om deras väg till ÖFK.[122]

## Utmärkelser
- Årets prestation 2017 (Idrottsgalan)[123]
- Årets prestation 2017 (Fotbollsgalan)[124]
- Årets underdog 2017 (Fourfourtwo)[125]
- Årets idrottsförening 2016, 2017 (Sport & Affärer)[126][127]
- Första HBTQ-certifierade idrottsföreningen i Sverige, 2016[128]
- Årets Affärsteam 2016 (Svensk Elitfotboll)[129]
- Årets matcharrangör i Superettan 2013, 2014, 2015 (Svensk Elitfotboll)[130]
- Vinnare av Svenska Cupen 2017 i en 4-1-seger mot IFK Norrköping